# Dulce María Serret
Dulce María Serret Danger (Santiago de Cuba, 12 de septiembre de 1898 - 30 de mayo de 1989) fue una pianista y profesora de música cubana. Estudió en España y Francia, y estuvo de gira por Europa durante varios años antes de regresar a Cuba, donde enseñó durante la mayor parte del resto de su vida.

## Primeros años
Dulce María Serret nació en Santiago de Cuba el 12 de septiembre de 1898. Mostró aptitudes musicales desde temprana edad, y comenzó sus estudios musicales a los 9 años. En su ciudad natal fue instruida por Gustavo Rogel y Ramón Figueroa. Fue recomendada por el profesor José Marín Varona de Camagüey al Conservatorio Nacional de Música de La Habana, institución que había sido fundada por el compositor y pianista holandés Hubert de Blanck. En 1913 los recitales públicos de Ernesto Lecuona y Dulce María Serret causaron una gran impresión en Margot Rojas Mendoza, quien entonces era una niña.

## Europa
En 1915 Dulce María Serret fue becada por el Ayuntamiento de La Habana para estudiar en España en el Real Conservatorio de Madrid. Estudió con José Tragó y obtuvo el premio de honor en el Conservatorio. Se graduó en 1917 y actuó ante la familia real. Actuó por toda España y Portugal en grandes salas de las principales ciudades. A la edad de 22 años se trasladó a Francia en 1920 y asistió a la Schola Cantorum de Paris, donde estudió romanticismo y música antigua y moderna. En París fue instruida por Édouard Risler.

## Docencia
En mayo de 1926 Dulce María Serret regresó a Cuba y debutó en el Teatro Nacional de Cuba. El 15 de julio de 1926 actuó con su hermano Antonio en el Teatro Oriente de Santiago de Cuba. Antonio Serret fundó la primera orquesta sinfónica de Santiago de Cuba. Ambos eran amigos del compositor cubano Alejandro García Caturla. Dulce María se estableció en Santiago de Cuba en 1927.
Dulce María generó un revuelo en su ciudad natal que llevó a la creación del Conservatorio de ese lugar, con la misma Dulce María Serret como directora. El Conservatorio organizó conciertos, recitales y conferencias. En el Conservatorio Provincial dio clases a muchos músicos de renombre. El compositor Harold Gramatges fue su alumno en 1928 en el Conservatorio Provincial de Oriente. Era uno de sus estudiantes favoritos. Silvio Rogríguez Cárdenas también fue uno de sus alumnos. La directora coral Ana Ariaza fue otra. Pasó la mayor parte de su vida enseñando música.
Dulce María Serret murió en La Habana el 30 de mayo de 1989.